# هنري هيرفورد
هنري هيرفورد (بالإنجليزية: Henry Herford)‏ هو مغني ومغني أوبرا بريطاني، ولد في 24 فبراير 1947.

## وصلات خارجية
- هنري هيرفورد على موقع ميوزك برينز (الإنجليزية)
- هنري هيرفورد على موقع أول ميوزيك (الإنجليزية)
- هنري هيرفورد على موقع ديسكوغز (الإنجليزية)